# Myocoptes
Myocoptes (лат.) — род чесоточных клещей из семейства Myocoptidae (Astigmata).

## Описание
Микроскопические дорсовентарльно сплющенные клещи. Размер овального тела около 0,3 мм. Лапка III пары ног обоих полов с раздутой двулопастной щетинкой без бедроподобного расширения. Эпигинум самки нечёткий; гистеронотальный щит отсутствует, но гистеронотум с неполосатой областью, покрытой чешуевидным или бугорчатым рисунком (у M. striatus эта область полосатая). Опистосомальные доли самца тесно расположены друг к другу; лапки IV с 4 шиповидными выступами. Оба пола: задний край проподонотального щита с треугольным медианным склеритом (редко этот склерит отсутствует); генуа I и II с соленидионом; щетинка e1 присутствует. Анальное отверстие самки вентральное.

## Классификация
Известно более 20 видов. Род был впервые выделен в 1869 году для вида Sarcoptes musculinus, описанного немецким энтомологом Карлом Кохом и обнаруженным на домовой мыши (Mus musculus musculus L., 1758). Ранее входил в состав семейства Listrophoridae в его подсемействе Myocoptinae (в настоящее время имеющего статус отдельного семейства Myocoptidae).
- Myocoptes canadensis Radford, 1955[3]
  - =Myocoptes japonensis canadensis
- Myocoptes grammomys Fain, 1970[5][6]
- Myocoptes hintoni Hirst, 1919[7]
- Myocoptes japonensis Radford, 1955[3]
- Myocoptes lophuromys Bochkov, OConnor & Skoracki, 2017[6]
- Myocoptes musculinus (Koch, 1844)[8]
- Myocoptes meriones Bochkov, 2016[2]
- Myocoptes neotomae Fain, Lukoschus, Cudmore & Whitaker, 1984[9]
- Myocoptes nesokia Bochkov et Oconnor, 2017[10]
- Myocoptes ondatrae Lukoschus and Rouwet, 1968[11]
- Myocoptes persicus Fain, 1970[12]
- Myocoptes spinulatus Fain, 1970[5][6]
- Myocoptes squamosus Fain, Munting & Lukoschus, 1969[13]
- другие